# Глек Ігор Володимирович
Ігор Володимирович Глек (рос. Игорь Владимирович Глек; нар. 7 листопада 1961, Москва) — радянський і російський, шахіст; гросмейстер (1990), теоретик, тренер, арбітр ФІДЕ, міжнародний організатор. Президент Всесвітньої Ліги «Шахові турніри», Генеральний секретар Асоціації шахових професіоналів (АШП, 2008-2009), член комісій ФІДЕ «Дитячо-юнацькі змагання» і «Шахи в школах» (2005-2009). Освіта — дві вищі: інженерно-економічна та спортивно-педагогічна.
Депутат Ради депутатів московського району Тропарьово-Нікуліно.

## Шахи
Виграв понад 100 міжнародних турнірів, зокрема таких, як World Open у Філадельфії (1998), турніри у Відні, Утрехті. У 1990-2000-х роках — переможець і призер чемпіонатів світу і Європи у складі команд СРСР і Росії. У 1996 році рейтинг Ело Глека дорівнював 2670, що відповідало 12-й позиції в світі.
Глек відомий також як шаховий теоретик. Його ім'ям названо один з варіантів у дебюті чотирьох коней (1. e2-e4 e7-e5 2. Kg1-f3 Kb8-c6 3. Kb1-c3 Kg8-f6 4. g2-g3).
Офіційний лектор ФІДЕ, керівник тренерських семінарів ФІДЕ (Москва — лютий 2011, Туніс — вересень 2012, Латвія — лютий 2013, Болгарія — червень 2013, Литва — січень 2014, Москва — травень 2014, лютий 2015).
У 2005-2007 роках: один з ініціаторів проведення і технічний директор фестивалю «Moscow Open», найбільшого нині шахового фестивалю у світі.
Член Тренерської комісії ФІДЕ.
З 2011 — Голова Тренерської ради Вузів Москви.
З 2012 — Президент Шахової федерації Східного адміністративного округу Москви і Голова Комісії по роботі з округами Шахової федерації Москви.
З червня 2016 — Голова федерації шахів та інтелектуальних ігор Західного адміністративного округу Москви.
Останні роки проживає в Москві.

## Політична діяльність
У 2017 році балотувався кандидатом у муніципальні депутати району Тропарьово-Нікуліно, в місті Москва. Вів виборчу кампанію за підтримки проекту «Об'єднані демократи» Дмитра Гудкова і Максима Каца.
В результаті голосування в п'ятимандатному окрузі № 1 отримав 1520 голосів, обрався депутатом з четвертого місця. Крім нього депутатами стали 9 представників партії «Яблуко». Партія «Єдина Росія» не отримала в районі жодного мандата.
Є найстарішим за віком депутатом Ради депутатів району Тропарьово-Нікуліно, у зв'язку з чим головував на першому засіданні Ради.

## Зміни рейтингу
| На цьому місці має відображатися графік чи діаграма, однак з технічних причин його відображення наразі вимкнено. Будь ласка, не видаляйте код, який викликає це повідомлення. Розробники вже працюють для того, щоби відновити штатне функціонування цього графіка або діаграми. | |
| | На цьому місці має відображатися графік чи діаграма, однак з технічних причин його відображення наразі вимкнено. Будь ласка, не видаляйте код, який викликає це повідомлення. Розробники вже працюють для того, щоби відновити штатне функціонування цього графіка або діаграми. |